# Hřibojedy
Obec Hřibojedy (německy Sibojed) se nachází v okrese Trutnov, kraj Královéhradecký, zhruba 5 km jjv. od Dvora Králové nad Labem. Žije zde 235 obyvatel.

## Historie
První písemná zmínka o obci pochází z roku 1398. Archeologický průzkum provedený na katastru obce potvrdil významné mezolitické sídliště.
Dne 25. dubna 2018 bylo schváleno usnesením výboru pro vědu, vzdělání, kulturu, mládež a tělovýchovu udělení znaku a vlajky obce.

## Části obce
- Hřibojedy
- Hvězda

## Pamětihodnosti
- V  Novém lese  se na území Hřibojed a sousedních Stanovic nacházít zv. Betlém, zahrnující řadu soch a reliéfů  z dílny Matyáše Bernarda Brauna

- kaple blahoslavené Panny Marie
- kaple Panny Marie v části Malé Hřibojedy
- Na území obce je také naučná stezka Půjdem spolu do Betléma